# Rudolf Heinrich (Politiker)
Rudolf Heinrich (* 22. Dezember 1845 in Guben; † 2. November 1917 in Frankfurt am Main) war ein deutscher Kommunalpolitiker.

## Leben
Der Sohn eines Botenmeisters besuchte in Crossen an der Oder, heute Krosno Odrzańskie, die Schule und war dort anschließend am Kreisgericht beschäftigt. Ab dem 20. Februar 1863 war er als Berufssoldat tätig und wurde 1873 als Hablbinvalide mit Versorgungsberechtigung aus dem Dienst entlassen.
Anschließend arbeitete er als Registrator im Bürgermeisteramt Duisburg. Am 1. April 1874 wurde er zum Stadtsekretär in Bochum und am 1. November 1874 in Mülheim an der Ruhr. Im Nebenamt war er Handelskammersekretär, bevor er am 26. November 1881 als Nachfolger von Carl Anton Joseph Kruft in das Amt des Bürgermeisters von Borbeck eingeführt wurde.
Rudolf Heinrich war der sechste Bürgermeister der preußischen Landgemeinde Borbeck. In dieser Zeit war die Industrielle Revolution in Deutschland in vollem Gange, wodurch sich Borbeck von einer bäuerlich geprägten Gemeinde zum Industriestandort wandeln sollte. Die Infrastruktur und der Verkehr musste der wachsenden Bevölkerung angepasst werden. Zählte Borbeck 1860 noch 17.154 Einwohner, so waren es im Jahr 1900 bereits 40.000 Einwohner und damit die größte Landgemeinde Preußens.
Unter Bürgermeister Heinrich gelang es Borbeck das Straßennetz auszubauen, die Strom- und Wasserversorgung sowie das Abwassersystem aufzubauen, neue Schulen zu errichten und 1893 die erste elektrische Straßenbahn von Borbeck nach Essen umzusetzen. Gerade in der Straßenplanung kann man heute noch Zeichen der politischen Arbeit Heinrichs sehen. Vor seiner Amtszeit gab es in Borbeck keine Adressen mit Straßennamen mit Hausnummern. Es gab eine aufsteigende Nummerierung der Häuser nach Sektionen (zum Beispiel „Bochold 56“). Heinrich trieb ab 1891 die Benennung von Straßen voran. Da es aufgrund der anfangs spärlichen Bebauung keine Straßenschilder gab, trugen die Häuser nun die Straßennamen an den Schildern der Hausnummer. Aus Kostengründen wählte Heinrich vorwiegend kurze Straßennamen. So hieß die Straße am 1883 errichteten Armenhaus „Armstraße“. Andere Straßennamen hatten weniger offensichtliche Herleitungen. Zum Beispiel wurden die ersten Häuser in der „Troststraße“ von einem Brennereibesitzer errichtet, der seinen Schnaps als „Trost“ in schlechten Lebenslagen bezeichnete. Diese zwischen 1896 und 1907 gewählten kurzen Straßennamen sind heute zum Großteil noch vorhanden.
Der 1904 geplante und zwischen 1906 und 1914 gebaute Rhein-Herne-Kanal war nicht nur für Borbeck, sondern auch für die Stadt Essen von zentraler Bedeutung für eine Zukunft als Industriestandort. Essen überlegte einen Stadthafen im Gebiet der Bürgermeisterei Borbeck zu errichten. Dies war mit immensen Investitionen verbunden, die Essen nicht in einer fremden Gemeinde tätigen wollte. Zur Jahreswende 1906/1907 wurde Rudolf Heinrich von Essens Bürgermeister Wilhelm Holle über die Pläne informiert, am 9. März 1907 gab es eine vertrauliche Besprechung mit Landrat Karl Emil Lambert Snethlage, Bürgermeister Heinrich, dem damaligen Beigeordneten und späteren Borbecker Bürgermeister Ferdinand Baasel, Essens Bürgermeister Holle und dessen Beigeordneten. Der Plan sah entweder eine Teileingemeindung des Hafengebiets unter Zahlung einer Abfindung an Borbeck vor oder eine Gesamteingemeindung, deren Bedingungen noch zu verhandeln waren.
Rudolf Heinrich ging am 1. April 1907 in den Ruhestand, die von ihm anfangs begleitete Eingemeindung Borbecks als Stadtteil von Essen wurde von seinem Nachfolger Ferdinand Baasel 1915 vollendet. Heinrich ließ sich nach seinem Ruhestand in Wiesbaden und Frankfurt am Main nieder.

## Ehrungen
Seit 1973 ist die Rudolf-Heinrich-Straße im Stadtteil Borbeck-Mitte nach ihm benannt.